# Hilmi Güler
Pour les articles homonymes, voir Güler.
Mehmet Hilmi Güler né le 15 juillet 1949 à Ordu, est un homme politique turc.
Diplômé de département de génie de métallurgie de l'université technique du Moyen-Orient (ODTÜ), il fait son master et son doctorat dans la même université et devient assistant et chargé de cours dans l'ODTÜ et l'Académie d'État de l'Architecture et de la Génie d'Ankara (ADMMA). Il travaille comme ingénieur et président du groupe dans le Turkish Aerospace Industries, vice-président du Conseil de la recherche scientifique et technologique de Turquie (TÜBİTAK), Président-directeur général de la Société des industries mécanique et chimique (1991-1992) et Etibank (1996-1997), membre du conseil d'administration d'Erdemir et İGDAŞ. Principal-conseiller du premier ministre, membre du conseil d'administration de Turkcell. Membre fondateur du Parti de la justice et du développement et vice-président chargé de recherche et développement (2001-2002), député d'Ordu (2002-2011), ministre de l'énergie et des ressources naturelles (2002-2009), depuis 2019 il est maire d'Ordu.